# Коркоран (Каліфорнія)
Коркоран (англ. Corcoran) — місто (англ. city) в США, в окрузі Кінгс штату Каліфорнія. Населення — 22 339 осіб (2020).

## Географія
Коркоран розташований за координатами 36°5′4″ пн. ш. 119°33′40″ зх. д. / 36.08444° пн. ш. 119.56111° зх. д. (36.084556, -119.561031).  За даними Бюро перепису населення США в 2010 році місто мало площу 19,34 км², уся площа — суходіл.

## Демографія
Згідно з переписом 2010 року, у місті мешкало 24 813 осіб у 3594 домогосподарствах у складі 2894 родин. Густота населення становила 1283 особи/км².  Було 3958 помешкань (205/км²).
Расовий склад населення:
| - 36,0 % — білих - 15,0 % — чорних або афроамериканців - 1,4 % — корінних американців - 0,8 % — азіатів - 0,1 % — вихідців з тихоокеанських островів - 44,2 % — осіб інших рас |

До двох чи більше рас належало 2,5 %. Частка іспаномовних становила 62,6 % від усіх жителів.
За віковим діапазоном населення розподілялося таким чином: 17,9 % — особи молодші 18 років, 76,8 % — особи у віці 18—64 років, 5,3 % — особи у віці 65 років та старші. Медіана віку мешканця становила 35,0 року. На 100 осіб жіночої статі у місті припадало 294,8 чоловіків;  на 100 жінок у віці від 18 років та старших — 398,0 чоловіків також старших 18 років.
Середній дохід на одне домашнє господарство  становив 40 397 доларів США (медіана — 31 831), а середній дохід на одну сім'ю — 40 228 доларів (медіана — 32 888). Медіана доходів становила 29 631 долар для чоловіків та 28 774 долари для жінок. За межею бідності перебувало 38,8 % осіб, у тому числі 53,0 % дітей у віці до 18 років та 17,3 % осіб у віці 65 років та старших.
Цивільне працевлаштоване населення становило 4030 осіб. Основні галузі зайнятості: сільське господарство, лісництво, риболовля — 25,5 %, освіта, охорона здоров'я та соціальна допомога — 14,4 %, будівництво — 8,9 %, роздрібна торгівля — 8,5 %.